# Dolmen von Llanera
Der Dolmen von Llanera (auch als Dolmen de Llobera, Torre dels Moros, Dolmen de la Vila oder Dolmen de la Vila de la Gola dels Bous bekannt) ist die größte und wahrscheinlich am besten erhaltene unter den Megalithanlagen in Katalonien in Spanien. Er liegt an der Grenze der Gemeinde Llobera (Solsonès), 500 m östlich von Vila de la Gola dels Bous und wurde 1916 von Joan Serra Vilaró ausgegraben und ins Neolithikum auf etwa 2550 v. Chr. datiert. 
Der Dolmen besteht aus einem Hügel mit etwa 24 m Durchmesser, der von vertikalen Platten gefasst ist. Die Ost-West orientierte Kammer im Zentrum besteht aus fünf etwa 0,45 m starken, sauber angepassten Tragsteinen und mehreren Deckenplatten. Sie ist 4,6 m lang, 1,9 m breit und 1,75 hoch. Der etwa 5,0 m lange, von Seitenplatten gebildete Gang endet an einer Platte, die den Zugang zur Kammer durch ein in Resten erhaltenes Seelenloch bildet.
Die Anlage entspricht dem Typ der katalanischen Galeriegräber, genannt „Galeria Catalana“, die durch große rechteckige Kammern und einen breiten Gang gekennzeichnet sind. Der Dolmen de Llanera ist ein Schlüssel für die Archäologie Kataloniens. Bevor die Ausgrabung stattfand, wurde die Anlage „Turm der Mauren“ genannt.
Die Untersuchungen erbrachten viele Objekte, die es erlauben, die verschiedenen Funktionen zu verstehen. In der ersten Phase der Existenz ist die Anlage ein neolithisches Kollektivgrab. In der zweiten Phase, aus der vorrömische und römerzeitliche Asche und Keramik gefunden wurden, besteht die Möglichkeit, dass er erneut als Dolmen benutzt wurde. Eine dritte Phase um das 18. Jahrhundert erbrachte wiederum Reste von Knochen und andere Materialien. Die archäologischen Funde sind Teil der archäologischen Sammlung des Diözesanmuseums von Solsona.